# Trà quán
Trà quán là phim truyền hình dựa theo vở kịch Trà quán của Lão Xá. Phim phát hành lần đầu/ vào ngày 16 tháng 7 năm 2010 trên kênh CCTV8. Ngáy 15 tháng 4 năm 2011 phiên phát sóng tại Đài Loan trên kênh truyền hình Đông Phong

## Đội ngũ sản xuất
Xuất phẩm: Lý Bồi Sâm
Biên kịch: Điệp Nghiễm Cầm, Dương Quốc Cường
Đạo diễn: Hà Quân
Nhà sản xuất: Lý Công Đạt
Chỉ đạo camera: Thượng Dũng
Camera: Tài Huệ Dân
Mĩ thuật： Trương Bằng
Đạo cụ： Triệu Thiếu Vĩ
Ghi hình:  Mạnh Kiện
Trang điểm:  Lý Hưng Toàn
Hóa Trang: Lý Ngọc Tường, Lưu Hiểu Đông, Lưu Trường Chinh 
Thiết kế trang phục:  Chu Tiểu Tiên
Trang phục: Thượng Lợi Á
Biên tập: Nguyễn Đan Đệ
Giám đốc sản xuất:  Vương Húc Bình
Chủ nhiệm sản xuất: Lương Bân, Triệu Thiến    

## Diễn viên
| Diễn viên        | Vai                   |
| ---------------- | --------------------- |
| Trần Bảo Quốc    | Vương Lợi Phát        |
| Tạ Cương         | Tần nhị gia           |
| Chu Lý Kinh      | Thường tứ gia         |
| Thạch Tiễu Mãn   | Tùng nhị gia          |
| Trương Huệ Trung | thái giám Bàng        |
| Thôi Kiệt        | Lưu Ma Tử             |
| Mã Ân Nhiên      | Lý Tam                |
| Tiền Ba          | Đường Thiết Chủy      |
| Lương Thiên      | Tống Ân Tử            |
| Lưu Huệ          | Ngô Tường Tử          |
| Tôn Nhất Lý      | Tiểu Đường Thiết Chủy |
| Lữ Trung         | Từ Hi                 |
| Trâu Đức Giang   | Đại Sọa Dương         |
| Kịch Tuyết       | Trương Tú Anh         |
| Tạ Ninh          | Nhị Đức Tử            |
| Nhạc Tú Thanh    | Vương Thục Phân       |
| Lý Đan Quân      | Hoàng Bàn Tử          |
| Dương Nhụy       | Nhị Tú                |
| Quan Hiểu Đồng   | Nữu Nữu               |

## Lịch phát sóng
| Ngày                | Kênh  | Thời giam           |
| 16 tháng 7 năm 2010 | CCTV8 | 3 tập mỗi tối 19:30 |

## Giải thưởng
| Năm       | Lễ trao giải                                              | Hạng mục                                        | Người nhận giải / Công việc | ghi chú |
| Công việc | Công việc                                                 | Công việc                                       | Công việc                   |         |
| --------- | --------------------------------------------------------- | ----------------------------------------------- | --------------------------- | ------- |
| 2011      | Giải Phi thiên lần thứ 28                                 | Phim truyền hình dài tập xuất sắc nhất - Hạng 3 | Trà quán                    | [ 1 ]   |
| Diễn viên |                                                           |                                                 |                             |         |
| 2009      | Liên hoan phim Điện ảnh và Truyền hình Bắc Kinh lần thứ 2 | Nam diễn viên truyền hình có sức ảnh hưởng nhất | Trần Bảo Quốc               |         |
| 2010      | Sohu mùa hè 2010                                          | Nam diễn viên xuất sắc nhất                     | Trần Bảo Quốc               | [ 2 ]   |
| 2011      | Giải Phi thiên lần thứ 28                                 | Nam diễn viên xuất sắc nhất                     | Trần Bảo Quốc               | [ 1 ]   |